# AKA (film)
AKA (zkratka z Also Known As, tj. Taky známý jako nebo Alias) je britský hraný film z roku 2002, který režíroval Duncan Roy podle vlastního scénáře. Film popisuje osudy mladíka, který se chce dostat mezi vyšší britskou společnost. Film obsahuje mnoho autobiografických prvků ze života režiséra. Film byl natočen digitální kamerou.

## Děj
Příběh začíná v zimě roku 1978. Deanova matka pracuje jako servírka v luxusní londýnské restauraci, kterou navštěvují celebrity. Dean, kterému je 18 let, má touhu dostat se do vyšší společnosti, avšak rodiče mu nechtějí zaplatit studium na univerzitě. Navštíví tedy lady Gryffoyn, která vede slavnou galerii umění a požádá ji o místo. Když ho otec vyhodí z domova, umožní mu pobyt ve svém domě. Dean se náhodou seznámí s mladíkem Benjaminem, který ho inspiruje, aby odjel do Paříže. Dean ukradne lady Gryffoyn šekovou knížku, a aby v Paříži získal místo v galerii, vydává se za jejího syna Alexandra. Zde opět potká Benjamina, který se nechává jako prostitut vydržovat mladým aristokratem Davidem. Přestěhuje se do jejich domu. V Londýně po Deanovi mezitím pátrají detektivové kreditní společnosti Visa. Po jejich návratu je Dean zatčen a odsouzen na 10 měsíců do vězení za defraudaci.

## Obsazení
| Matthew Leitch         | Dean Page          |
| Lindsey Coulson        | Deanova matka      |
| Diana Quick            | Lady Gryffoyn      |
| George Asprey          | David              |
| Blake Ritson           | Alexander Gryffoyn |
| Peter Youngblood Hills | Benjamin           |
| Robin Soans            | Neil Frost         |

## Ocenění
- 2002 – nominace na British Independent Film Awards
- 2002 – cena na Seattle Lesbian & Gay Film Festival
- 2002 – cena na Miami Gay and Lesbian Film Festival
- 2002 – cena na Outfest
- 2002 – cena na Copenhagen Gay & Lesbian Film Festival
- 2003 – nominace na cenu BAFTA
- 2003 – nominace na Emden International Film Festival
- 2004 – Los Angeles Film Critics Association Awards